# Шверк, Григорий Аронович
Григорий Аронович Шверк (род. 20 июля 1957, Северодонецк, Луганской области) — народный депутат Украины VIII созыва, заместитель председателя Национального совета Украины по вопросам телевидения и радиовещания, юрист, в 2001—2013 — вице-президент UMH group.

## Биография
1974 — окончил среднюю школу № 3 в г. Северодонецк.
1981 — окончил Национальный технический университет «Харьковский политехнический институт»
С 1981 года работал инженером-программистом в украинском государственном проектном институте «Тяжпромэлектропроект». Активно занимался научной деятельностью в сфере развития новых информационных технологий в проектировании (САПР), автор 16 печатных работ.
В 1990 году был избран депутатом Дзержинского районного Совета г. Харькова, председателем постоянной депутатской комиссии по гласности, средств массовой информации, общественных организаций, социологических исследований. Работал депутатом Дзержинского районного Совета в течение двух созывов.
С 1995 года был совладельцем и одним из руководителей юридических и консалтинговых компаний «Информ-Бизнес», «Информ-Бизнес-Аудит».
С 1996 по 1999 год работал вице-президентом АОЗТ «Теленеделя». Вместе с Борисом Ложкиним занимался региональным развитием газеты «Теленеделя» — первого на Украине телегида.
В начале 2000 вместе с Борисом Ложкиним создавал «Украинский медиа холдинг» (UMH group) — компании, которая в 2013-м была оценена в сумму около в $ 0,5 млрд, и вошла в топ-25 крупнейших медиа-компаний в СНГ, заняв 15-ю позицию.
С 2001 года до 2013 года был первым вице-президентом «Украинского медиа холдинга» (UMH group).
В 2002 принимал участие в подписании контракта с группой Lagardere (Франция) о начале вещания на Украине радиостанции «Европа плюс» (в партнерстве с Геннадием Боголюбовым).
В 2003—2006 занимался запуском журналов «Теленеделя» и «Футбол» в России, а также еще ряда медиапроектов, среди которых и популярный ныне украинский сайт о футболе — Football.ua.
В 2008 при участии Григория Шверка, Украинский Медиа Холдинг первым среди украинских медиа-компаний провел частное размещение на Франкфуртской фондовой бирже, получив $ 45 млн за 15 % акций и получив капитализацию в $ 300 млн.
В 2011—2012 Шверк отвечал за юридическое сопровождение подписания контракта UMH group с компанией Forbes Media (США), который дал право издавать на Украине журнал Forbes, объединение интернет-активов с KP Media (контролировалась Петром Порошенко) и «Медиа группой Украины» (Ринат Ахметов) в компании United Online Ventures, и договора о стратегическом партнерстве с издательским домом Conde Nast (США).
После заключения в 2013 сделки по продаже 98 % акций UMH group группе ВЕТЭК Шверк покинул компанию.
За свою профессиональную деятельность был членом Совета Директоров Украинской Ассоциации Издателей Периодической Прессы, представителем Украинской ассоциации издателей периодической прессы по Киеву и Киевской области.

## Народный депутат Украины
17 сентября 2015 года Григорий Шверк стал народным депутатом Украины. На заседании Верховной Рады Украины он зачитал присягу и приступил к обязанностям парламентария. Шверк прошел в Верховную Раду Украины по списку партии «Блок Петра Порошенко» после досрочного прекращения полномочий народных депутатов от одноименной фракции в парламенте Михаила Гвоздёва и Романа Насирова.
1 ноября 2018 года были введены российские санкции против 322 граждан Украины, включая Григория Шверка.

## Доходы
В 2015 году Григорий Шверк задекларировал 2,317 млн гривен, 497,5 тыс. долларов и 14,73 тыс. евро наличных средств, которые он хранит в «Приватбанке». Депутат указал в декларации две пары швейцарских часов Ulysse Nardin и Rolex, стоимостью по 250 тыс. гривен, а также автомобили Lexus RX 450h и Lexus RX 350. Из недвижимости Шверк указал квартиру в Киеве площадью 153,5 кв. метров, а его супруга владеет земельным участком площадью 1460 кв. метров в селе Русская Лозовая Дергачёвского района Харьковской области.

## Семья
Женат, воспитывает троих детей. Увлекается спортом, имеет спортивные разряды по футболу, пулевой стрельбе, шахматам.